# Věra Duševinová
Věra Jevgeňjevna Duševinová rus. Вера Евгеньевна Душевина (* 6. říjen 1986 v Moskvě, Rusko) je současná ruská profesionální tenistka.
Ve své dosavadní kariéře vyhrála 1 turnaj WTA ve dvouhře a 1 turnaj ve čtyřhře.

## Finálové účasti na turnajích WTA (8)

### Dvouhra - výhry (1)
| Legenda                     |
| Kategorie Premier (0)       |
| Kategorie International (1) |

| Č. | Datum         | Turnaj            | Povrch | Soupeřka ve finále | Výsledek |
| 1. | 2. srpen 2009 | Istanbul, Turecko | tvrdý  | Lucie Hradecká     | 6-0, 6-1 |

### Dvouhra - prohry (3)
| Legenda               |
| Kategorie Tier II (1) |
| Kategorie Tier IV (2) |

| Č. | Datum           | Turnaj                     | Povrch | Vítězka             | Výsledek |
| 1. | 18. červen 2005 | Eastbourne, Velká Británie | tráva  | Kim Clijstersová    | 7-5, 6-0 |
| 2. | 5. srpen 2007   | Stockholm, Švédsko         | tvrdý  | Agnieszka Radwańska | 6-1, 6-1 |
| 3. | 3. srpen 2007   | Stockholm, Švédsko         | tvrdý  | Caroline Wozniacká  | 6-0, 6-2 |

### Čtyřhra - výhry (1)
| Legenda               |
| Kategorie Tier II (1) |

| Č. | Datum          | Turnaj           | Povrch | Partnerka             | Soupeřky ve finále                   | Výsledek       |
| 1. | 6. květen 2007 | Warszawa, Polsko | antuka | Tatiana Perebijnisová | Jelena Vesninová Jelena Lichovcevová | 7-5, 3-6, 10-2 |

### Čtyřhra - prohry (3)
| Legenda                |
| Kategorie Tier III (1) |
| Kategorie Tier IV (2)  |

| Č. | Datum             | Turnaj                 | Povrch | Partnerka             | Vítězky                                       | Výsledek       |
| 1. | 27. červenec 2008 | Portorož, Slovinsko    | tvrdý  | Jekaterina Makarovová | Anabel M. Garriguesová Virginia R. Pascualová | 6-4, 6-1       |
| 2. | 28. září 2008     | Soul, Jižní Korea      | tvrdý  | Maria Kirilenková     | Čuang Ťia-žung Sie Šu-wej                     | 6-3, 6-0       |
| 3. | 26. říjen 2008    | Lucemburk, Lucembursko | tvrdý  | Maria Korytcevová     | Sorana Cîrsteaová Marina Erakovićová          | 2-6, 6-3, 10-8 |

## Fed Cup
Věra Duševinová se zúčastnila 3 zápasů ve Fed Cupu za tým Ruska s bilancí 0-1 ve dvouhře a 2-0 ve čtyřhře.

## Postavení na žebříčku WTA na konci roku

### Dvouhra
| Rok    | 2002 | 2003   | 2004  | 2005  | 2006  | 2007  | 2008  | 2009  |
| Pořadí | 494. | ▲ 108. | ▲ 63. | ▲ 39. | ▼ 97. | ▲ 41. | ▼ 88. | ▲ 44. |

### Čtyřhra
| Rok    | 2002 | 2003   | 2004 | 2005  | 2006  | 2007  | 2008  | 2009  |
| Pořadí | 410. | ▲ 288. | ▼x   | ▲ 67. | ▲ 58. | ▲ 31. | ▼ 59. | ▲ 45. |